# Платицин, Владимир Васильевич
Владимир Васильевич Платицин (15 июля 1919 — 23 сентября 1994) — командир 1-го танкового батальона 7-й отдельной гвардейской танковой Новгородско-Берлинской Краснознаменной, орденов Суворова и Красной Звезды бригады, участник советско-финской и Великой Отечественной войн, Герой Советского Союза.

## Биография
Родился 15 июля 1919 года в селе Малые Копены (ныне — Аткарского района Саратовской области). В 1936 году поступил и в 1938 году окончил Саратовское бронетанковое училище. Участник советско-финской войны 1939—1940 годов. 
Участник Великой Отечественной войны с 1941 года. Воевал на Северо-Западном, Ленинградском, Волховском и Карельском фронтах.
20 января 1944 года батальон Платицина вошёл в Новгород. Город был освобождён, однако на западе было расположено сильное немецкое укрепление. Платицин совершил обходной манёвр и, зайдя в тыл врагу, разгромил оборонительные сооружения.
Звание Героя Советского Союза с вручением ордена Ленина и медали «Золотая Звезда» присвоено 26 августа 1944 года «за личную храбрость и умелое руководство батальоном при разгроме противника под Новгородом».
В 1980 году ему было присвоено звание «Почетный гражданин Новгорода».
Умер 23 сентября 1994 года. Похоронен в Москве.

## Награды
- Медаль Золотая Звезда
- Орден Ленина
- 2 Ордена Красного Знамени
- Орден Красной Звезды
- Медаль «За отвагу»
- Медаль «За оборону Ленинграда»